# Irina Bokova
Irina Georgieva Bokova (en búlgaro: Ирина Георгиева Бокова) (Sofía, 12 de julio de 1952) es una política búlgara. El 22 de septiembre de 2009 fue elegida directora general de la Unesco y reelegida para un segundo mandato en 2013. Bokova es la primera mujer y primera persona de Europa oriental en ocupar este puesto.Actualmente, es co-fundadora y miembro de GWL Voices.

## Trayectoria
Tras graduarse por el Instituto Estatal de Relaciones Internacionales de Moscú y cursar estudios en la Universidad de Maryland (Washington) y en la Escuela de Administración Pública John F. Kennedy (Universidad de Harvard) se incorporó al Departamento para las Naciones Unidas del Ministerio de Relaciones Exteriores de Bulgaria en 1977. 
Fue también responsable de asuntos políticos y jurídicos de la Misión Permanente de Bulgaria ante las Naciones Unidas en Nueva York y formó parte de la delegación de Bulgaria en las conferencias de las Naciones Unidas sobre la igualdad de la mujer celebradas en Copenhague (1980), Nairobi (1985) y Beijing (1995). 
Como diputada en el Parlamento de Bulgaria (1990-1991 y 2001-2005), defendió la adhesión de su país a la Unión Europea y a la OTAN y participó en la redacción de la nueva Constitución.
Asimismo, Irina Bokova fue Ministra de Relaciones Exteriores interina, coordinadora de las relaciones de Bulgaria con la Unión Europea y Embajadora de Bulgaria en Francia, Mónaco y ante la UNESCO, así como representante Personal del Presidente de la República de Bulgaria ante la Organización Internacional de la Francofonía (OIF). El 3 de noviembre de 2017 le fue concedida la gran cruz de la Orden de Alfonso X el Sabio.

## Vida personal
Casada en primeras nupcias con Lubomir Kolarov y actualmente con Kalin Mitrev, es madre de dos hijos Paul y Naia.
| Predecesor: Koichirō Matsuura | Director general de la UNESCO 2009 - 2017 | Sucesor: Audrey Azoulay |

## Artículos y entrevistas
- "Educación en la vanguardia" (Education on the Frontline), publicado el 30 de enero de 2013, en Global Education Magazine, con motivo del Día Escolar de la Paz y No violencia.